# Muhammad bin Rashid Al Maktum
Muhammad bin Rashid Al Maktum (àrab: محمد بن راشد آل مكتوم, Muḥammad b. Rāxid Āl Maktūm) (Al-Shindaga, Dubai, 15 de juliol de 1949) és xeic i emir de Dubai des del 2006 i vicepresident i primer ministre dels Emirats Àrabs Units.
Era el tercer dels quatre fills del xeic Rashid bin Saeed Al Maktum. Va estudiar privadament i el 1955 va començar l'educació a l'Escola Al-Ahmedia, als 10 anys a l'escola Al-Shaab, i als 12 anys a la Dubai Secondary School. L'agost de 1966 va assistir al seu primer acte oficial amb el seu cosí el xeic Muhammad ben Khalifa Al-Maktum a Anglaterra.
El 1979 es va casar amb xeica Hind bint Maktoum bin Juma Al-Maktoum; el 10 d'abril del 2004 es va casar amb Haya bint al-Hussein, filla del rei Hussein I de Jordània i germanastre del rei Abdallah II de Jordània, que va esdevenir la seva segona dona o dona secundària. Ha tingut 16 descendents, 7 fills i 9 filles.
Fou nomenat príncep hereu el 3 de gener de 1995 pel seu germà gran, el xeic Maktum bin Rashid Al Maktum. Encara que va dirigir el país en les absències del seu germà no va accedir al càrrec oficialment fins a la mort del seu germà el 4 de gener del 2006. Com és habitual el president dels Emirats Àrabs Units Khalifa bin Zayed Al Nahayan el va nomenar immediatament primer ministre i vicepresident federal (5 de gener de 2006).